# Francis Garnier (L9031)
Francis Garnier (L9031) byla tanková výsadková loď Francouzského námořnictva, která byla pojmenována podle francouzského důstojníka Francise Garniera. Jednalo se o loď třídy Champlain.

## Výzbroj

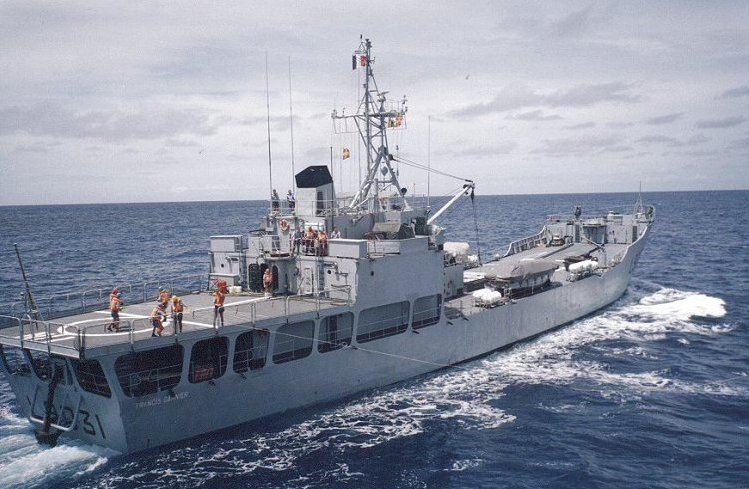
Francis Garnier v září 1998

Francis Garnier byla vyzbrojena dvěma 40mm protiletadlovými kanóny, dvěma 12,7mm kulomety a dvěma minomety. Na lodi se nacházela přistávací plocha pro jeden vrtulník. Jelikož loď pojmula pouze 400 t nákladu, tak převážela přibližně 300 vojáků, dvanáct obrněných vozidel a dva vyloďovací čluny LCVP.